# Simone Giannelli
Simone Giannelli (Bolzano, 9 de agosto de 1996) é um jogador de voleibol italiano que atua na posição de levantador.

## Carreira

### Clube
Giannelli começou a jogar voleibol em sua cidade natal, Bolzano, nas categorias de base do Neugries Bolzano. Depois o atleta foi notado pelo Trentino, clube que sempre esteve atento à descoberta de jovens talentos. Aos treze anos de idade começou sua carreira nas categorias de base do clube.
Aos 16 anos, no quinto jogo da final do campeonato italiano de 2012–13, devido a lesão do levantador Raphael Vieira, se tornou o segundo levantador atrás de Giacomo Sintini. Ele não estreou em campo, mas aos 16 anos conquistou seu primeiro campeonato adulto. Entrou em quadra como titular apenas na temporada seguinte, aos 17 anos, se tornando o mais jovem com a camisa do Trentino a estrear na primeira divisão.
Em 2016, além de levantar sua segunda taça do campeonato italiano, foi eleito também o melhor jogador do campeonato. Dois anos após conquistou o título do Campeonato Mundial de Clubes ao vencer o Cucine Lube Civitanova por 3 sets a 1, recebendo o prêmio de melhor levantador do torneio.
No ano seguinte conquistou seu primeiro título continental ao vencer as duas partidas da final da Copa CEV de 2018–19 contra o Galatasaray İstanbul.
Após atuar por oito temporadas pelo clube da cidade de Trento, em 2021 Giannelli foi contratado pelo Sir Safety Susa Perugia, conquistando na sua temporada de estreia o inédito título da Copa Itália.

### Seleção

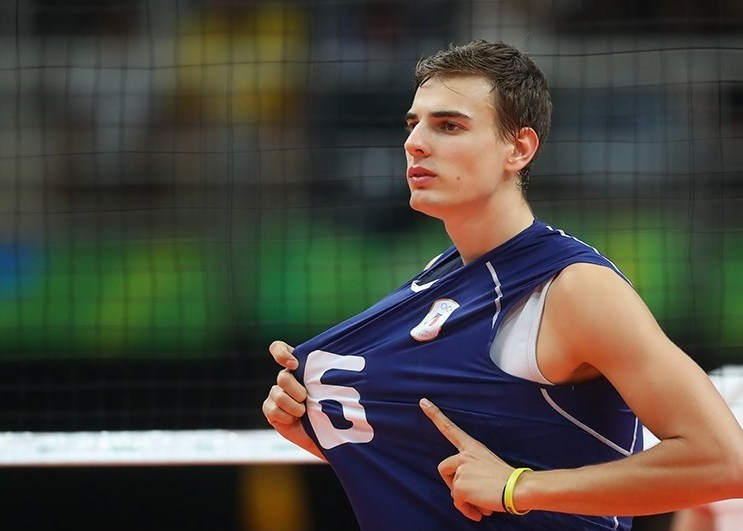
Giannelli em partida contra o Irã nos Jogos Olímpicos Rio 2016.

Giannelli fez parte das seleções juniores sub-19 e sub-20, participando respectivamente nos campeonato continentais de 2013 e 2014.
Em 2015 foi convocado pela primeira vez para integrar a seleção adulta italiana, com a qual conquistou o vice-campeonato na Copa do Mundo e a medalha de bronze no Campeonato Europeu do mesmo ano. Em 2016 representou seu país nos Jogos Olímpicos no Rio de Janeiro onde conquistou a sua primeira medalha olímpica após ser superado pela seleção brasileira na final. Em seguida, foi vice-campeão da Copa dos Campeões de 2017.
Em 2021 conquistou a medalha de ouro no Campeonato Europeu ao vencer a seleção eslovena por 3 sets a 2, competição em que foi premiado como melhor jogador, enquanto no ano seguinte, disputando o segundo campeonato mundial de sua carreira, se tornou campeão mundial ao vencer a seleção polonesa – detentora do título – por 3 sets a 1, além de ser premiado como melhor levantador e melhor jogador do torneio.

## Títulos
Trentino Volley
- Mundial de Clubes: 2018
- Copa CEV: 2018–19
- Campeonato Italiano: 2012–13, 2014–15

Sir Safety Perugia
- Mundial de Clubes: 2022, 2023
- Campeonato Italiano: 2023–24
- Copa Itália: 2021–22, 2023–24
- Supercopa Italiana: 2022, 2023, 2024

## Clubes
| Anos      | Clube                |
| --------- | -------------------- |
| 2012–2021 | Trentino Volley      |
| 2021–     | Sir Susa Vim Perugia |

## Premiações individuais
- 2015: Campeonato Italiano – MVP
- 2015: Campeonato Europeu – Melhor levantador
- 2016: Liga dos Campeões – Melhor levantador
- 2016: Liga Mundial – Melhor levantador
- 2016: Mundial de Clubes – Melhor levantador
- 2017: Copa dos Campeões – Melhor levantador
- 2018: Mundial de Clubes – Melhor levantador
- 2021: Campeonato Europeu – MVP
- 2022: Campeonato Mundial – MVP e melhor levantador
- 2022: Campeonato Mundial de Clubes – MVP e melhor levantador
- 2023: Torneio Hubert Jerzeg Wagner – MVP e melhor levantador
- 2023: Campeonato Mundial de Clubes – Melhor levantador
- 2024: Campeonato Italiano – MVP
- 2025: Liga das Nações de 2025 - Melhor levantador